# Wellington Nogueira Lopes
Wellington Nogueira Lopes (sinh ngày 1 tháng 6 năm 1979) là một cầu thủ bóng đá người Brasil.

## Sự nghiệp câu lạc bộ
Wellington Nogueira Lopes đã từng chơi cho Vegalta Sendai và Yokohama F. Marinos.

## Thống kê câu lạc bộ

### J.League
| Đội                 | Năm       | J.League | J.League | J.League Cup | J.League Cup | Tổng cộng | Tổng cộng |
| Đội                 | Năm       | Trận     | Bàn      | Trận         | Bàn          | Trận      | Bàn       |
| ------------------- | --------- | -------- | -------- | ------------ | ------------ | --------- | --------- |
| Vegalta Sendai      | 2006      | 45       | 14       | -            | -            | 45        | 14        |
| Vegalta Sendai      | 2007      | 42       | 14       | -            | -            | 42        | 14        |
| Yokohama F. Marinos | 2008      | 16       | 1        | 3            | 1            | 19        | 2         |
| Tổng cộng           | Tổng cộng | 103      | 29       | 3            | 1            | 106       | 30        |